# Kings of America
Kings of America es una próxima serie de televisión de transmisión de drama estadounidense creada por Jess Kimball Leslie y protagonizada por Amy Adams. La serie se estrenará en Netflix.

## Reparto
- Amy Adams

## Producción
El 4 de agosto de 2020, se anunció que Netflix había ordenado una serie limitada escrita y creada por Jess Kimball Leslie. También se anunció que Amy Adams protagonizará y producirá la serie, y que Adam McKay dirigirá y también será productor ejecutivo.
La serie será producida por Adam McKay y Betsy Koch para Hyperobject Industries, Amy Adams y Stacy O'Neil para Bond Group Entertainment, Jess Kimball Leslie, Diana Son y Brunson Green. Son también será el showrunner de la serie.